# Martin Carthy
Martin Dominic Forbes Carthy (Hatfield, 20 maggio 1941) è un chitarrista e cantante britannico di musica tradizionale.

## Gli Inizi
Martin Carthy nacque nel 1941 ad Hatfield, una città a nord di Londra, e trascorse la sua adolescenza a Hampstead. Nell'Inghilterra del dopoguerra fino alla metà degli anni '50, quando una nuova ondata di spettacoli teatrali, film e musicisti rianimarono la scena culturale, Carthy fu profondamente influenzato dal cantante Lonnie Donegan, che rese popolare la musica skiffle con una serie di successi tra i quali Rock Island Line e Tom Dooley. Nella sua forma più primitiva lo skiffle era una fusione di elementi folk e jazz condita dall'uso di strumenti estemporanei come le tavole da bucato ed i bottiglioni di liquori. Con questo spirito “fai da te”, lo skiffle si sparse per tutta la Gran Bretagna e centinaia di dilettanti provarono ad emulare il successo internazionale di Donegan.
Agli esordi della sua carriera Carthy lavorò come assistente, suggeritore e trovarobe per numerose compagnie teatrali, ma l'amore per lo skiffle lo portò ad esibirsi in molti locali dell'area londinese. Si unì al gruppo The Thameside Four come cantante e chitarrista e partecipò alle registrazioni dell'album del 1963 dal titolo “The Thamesiders and Davy Graham”. Nel frattempo Carthy divenne una figura di spicco del folk revival britannico, che tra la fine degli anni '50 e l'inizio dei '60 aveva il suo centro nel Troubadour Folk Club di Earl's Court a Londra.

## Il debutto discografico
Il primo album eponimo di Carthy è del 1965 e fu pubblicato sotto etichetta Fontana. A partire dalla seconda registrazione (Second Album), ha inizio la collaborazione con il violinista Dave Swarbrick; tale collaborazione continua fino ai giorni nostri.
Bob Dylan, durante la sua permanenza a Londra nel 1965, ebbe l'opportunità di conoscere Carthy e di ascoltare il suo arrangiamento della ballata tradizionale Lord Franklin. Ispirato da questa melodia, Dylan la inserì nella sua canzone Bob Dylan's Dream e la pubblicò nell'album The Freewheelin' Bob Dylan, riconoscendo a Martin Carthy la paternità dell'arrangiamento nelle note di copertina. Diverso e più controverso fu l'adattamento di Paul Simon dell'arrangiamento del tradizionale Scarborough Fair, che Carthy aveva pubblicato nel suo primo album del 1965. Simon ascoltò l'esecuzione della canzone ad un concerto di Carthy e ne discusse approfonditamente con lui, che gli diede una copia del suo arrangiamento, compreso di accordi e testi. Dopo che la canzone fu pubblicata come brano di apertura dell'album di Simon & Garfunkel Parsley, Sage, Rosemary & Thyme del 1966, senza riconoscere alcun credito a Carthy, nacque una lite personale tra i due musicisti: Simon si rifiutava di riconoscere a Carthy la paternità dell'arrangiamento e questi metteva in discussione l'integrità morale del musicista statunitense. La controversia, che non trascese mai in ambito legale, ebbe termine nell'ottobre del 2000 quando Simon chiamò Carthy sul palco durante un suo concerto a Londra.
Fortunatamente la maggior parte delle altre collaborazioni musicali di Carthy furono molto più amichevoli e produttive.  Durante la seconda metà degli anni sessanta, Carthy realizzò un album ogni anno, comprendendo sia nuovo materiale, sia soprattutto arrangiamenti di canzoni tradizionali. Molto proficua fu la collaborazione con Dave Swarbrick, che collaborò in veste di musicista, arrangiatore e che lo accompagnava nelle esibizioni dal vivo. Il duo realizzò sei album tra il 1966 ed il 1969, anno in cui Swarbrick si unì al gruppo folk rock Fairport Convention.

## Gli anni settanta e ottanta
Anche Carthy si unì ad una folk rock band nel 1970, gli Steeleye Span, cimentandosi per la prima volta nella sua carriera con la chitarra elettrica e rimanendo nella formazione per lo spazio della realizzazione di due incisioni. Nel 1972 sposò in seconde nozze la cantante folk Norma Waterson appartenente al gruppo tradizionale dei Waterson di cui entrò a far parte, nello stesso periodo collaborò con Shirley Collins e successivamente entrò a far parte per un breve periodo della Albion Country Band.
Negli anni ottanta formò il gruppo Brass Monkey, una formazione piuttosto singolare che oltre al musicista di fisarmonica inglese (anglo concertina) John Kirkpartick comprendeva anche una sezione di ottoni. Il genere musicale rimaneva sempre quello tradizionale, ma gli arrangiamenti risultano abbastanza peculiari.
Nella cinquantennale carriera, Martin Carthy è stato riconosciuto come uno dei più importanti elementi in quello che viene definito folk revival; sono state numerosissime le sue partecipazioni come musicista nell'ambito della musica folk, a partire da Leon Rosselson, passando per i Morris On, i Blue Murder, Peter Bellamy, Shirley Collins, Martin Simpson e molti altri.

## Il presente
Martin Carthy ha ricevuto nella sua carriera molti riconoscimenti. Nel 1998 è stato insignito dell'Ordine dell'Impero Britannico (MBE), un riconoscimento che ha portato l'artista a riflettere sulla sua collocazione all'interno della comunità della musica folk. Carthy esitava ad accettare l'onorificenza per il suo significato imperialistico, ma alla fine decise di accettarla, considerandola come un onore riconosciuto a tutta la musica popolare inglese.

## Discografia

### Solista
- 1965 - Martin Carthy
- 1966 - Martin Carthy's Second Album con Dave Swarbrick
- 1968 - Byker Hill con Dave Swarbrick
- 1968 - But Two Came By... con Dave Swarbrick
- 1969 - Prince Heathen con Dave Swarbrick
- 1971 - Landfall
- 1972 - Shearwater
- 1974 - Sweet Wivelsfield
- 1976 - Crown Of Horn
- 1979 - Because It's There
- 1982 - Out Of The Cut
- 1988 - Right Of Passage
- 1990 - Life And Limb con Dave Swarbrick
- 1992 - Skin And Bone con Dave Swarbrick
- 1998 - Signs Of Life
- 1998 - Waiting For Angels
- 2006 - Straws In The Wind con Dave Swarbrick
- 2014 - The Moral of the Elephant con Eliza Carthy

### Con gli Steeleye Span
- 1971 - Please To See The King
- 1971 - Ten Man Mop, or Mr Reservoir Butler Rides Again
- 1977 - Storm Force Ten
- 1978 - Live At Last
- 1999 - The Journey

### Con i Brass Monkey
- 1983 - Brass Monkey
- 1986 - See How It Runs
- 1998 - Sound And Rumour
- 2001 - Going and Staying
- 2004 - Flame Of Fire
- 2009 - Head of Steam

### Con i Waterson:Carthy
- 1994 - Waterson:Carthy
- 1997 - Common Tongue
- 1999 - Broken Ground
- 2002 - A Dark Light
- 2004 - Fishes & Fine Yellow Sand
- 2006 - Holy Heathens and the Old Green Man